# Броня Залізної людини (Кіновсесвіт Marvel)
Тоні Старк носив кілька різних версій броні Залізної людини в Кіновсесвіті Marvel (КВМ). Він також створив броню для Джеймса Роудса (яка стала бронею Бойової машини), костюм Залізного павука для Пітера Паркера та броню Рятувальниці Пеппер Паттс.
У «Залізна людина» (2008) фізичну броню для фільмування створила Stan Winston Studios, а цифрову версію та інші візуальні ефекти зробили Industrial Light Magic. Подальший вигляд броні в КВМ в основному створювався за допомогою візуальних ефектів. Художник коміксів про Залізну Людину Аді Ґранов розробив Марк III, а інші обладунки також були натхнені бронею з коміксів.

## Дизайн і створення
Режисер «Залізна людина» (2008) Джон Фавро хотів, щоб фільм був правдоподібним, показуючи остаточну конструкцію костюма Марк III у три етапи. Стен Вінстон і його компанія були найняті для виготовлення металевих і гумових версій броні. Проєкт Марк I мав виглядати так, ніби він був побудований із запасних частин: зокрема, задня частина має меншу броню, ніж передня частина, оскільки Тоні Старк використовував би свої ресурси, щоб здійснити атаку вперед. Це також передвіщає дизайн броні Обадії Стейна «Залізний торговець». Одиночний 90-фунтів (41 кг) була розроблена версія, яка була розроблена так, щоб іноді зношена лише верхня половина. Stan Winston Studios побудував 10-футів (3,0 м), 800-фунтів (360 кг) аніматрону версію костюма Залізного торговця. Аніматронік вимагав п’яти операторів для руки, і був побудований на кардані для імітації ходьби.  Для знімків його спорудження використано масштабну модель. Марк II нагадує прототип літака з видимими закрилками. 
Художник коміксів «Залізна людина» Аді Ґранов розробив Марк III разом із ілюстратором Філом Сондерсом. Проєкти Ґранова були головним джерелом натхнення для створення фільму, і він приєднався до фільму після того, як впізнав його роботу на сторінці Джона Фавро в MySpace. Сондерс впорядкував концепт-арт Гранова, зробивши його кращим і менш мультяшним у своїх пропорціях  а також розробив броню Бойової машини, але її «вирізали зі сценарію приблизно на середині попереднього виробництва». Він пояснив, що броня «Бойова машина» мала називатися бронею Марк IV, і вона мала б замінені частини з озброєнням, які носили б поверх оригінальної броні Марк III, і що її «носив би Тоні Старк у Останній бій». Стурбований переходом між створеними комп’ютером і практичними костюмами, Фавро найняв Industrial Light &amp; Magic (ILM) для створення основної частини візуальних ефектів для фільму після перегляду «Піратів Карибського моря: На краю світу» (2007) та «Трансформерів» (2007). Щоб допомогти з анімацією більш вишуканих костюмів, інформація іноді збиралася, коли Дауні надягав тільки шолом, рукави та груди костюма замість костюма для захоплення руху.
Для «Залізної людини 2» (2010) ILM знову виконав більшість ефектів, як і в першому фільмі. Керівник ILM по візуальним ефектам над фільмом Бен Снов сказав, що їхня робота над фільмом була «важчою», ніж робота над першим, зазначивши, що цього разу Фавро хотів від них більше. Снов описав процес створення костюмів у цифровому форматі:
|            | У «Залізній людині» (2008) ми намагалися використовувати Legacy [Studios, компанія з виробництва ефектів Стена Вінстона] і костюми Стена Вінстона, наскільки могли. Для другого фільму Джон [Фавро] був впевнений, що ми зможемо створити костюми CG. Отже, Legacy створив те, що ми назвали «футбольними костюмами» від тулуба вгору з нагрудною пластиною та шоломом. Зазвичай ми вставляли деякі частини руки, але не всю руку. У сцені домашнього бою, де Роберт Дауні-молодший хитається напідпитку, ми використали практичний костюм і розширили його в цифровому вигляді. Те саме в сцені Randy's Donuts. Але в решті фільму ми повністю використовували костюм CG. А Double Negative зробив повністю цифровий костюм для погоні в Монако. |
| — Бен Снов | |

Через те, наскільки облягаючим костюм валізи Марк V, виробнича група дослідила деякі з класичних коміксів, оскільки вони вважалися по суті варіаціями м’язових костюмів. Одним з особливостей попередніх обладунків була колірна схема броні Срібного центуріону. Обладунки Марк VI були розроблені Грановим і Сондерсом, щоб бути витонченішими, ніж Марк III, зберігаючи при цьому багато якостей Марк III.
У «Месниках» (2012) Сондерс заявив, що «режисер Джосс Відон шукав щось, що мало «крутий» фактор валізи (з «Залізної людини 2»), але все ще був повністю броньованим, важким костюмом, який міг би впоратися з армія в останній битві». З цією метою Сондерс запозичив ідеї, які були запропоновані в «Залізній людині 2», а також деякі ідеї, які були залишені в «Залізній людині» (2008), і об’єднав їх разом у модульний костюм з великими патронами на руках і рюкзаком. Крім того, нагрудна частина Марк VII була змінена з трикутної форми Марк VI на круглу форму Марк III. Weta Digital також взяла на себе обов'язки анімації Залізної людини під час лісової дуелі від ILM. Ґай Вільямс, керівник візуальних ефектів Weta, сказав: «Ми ділилися активами з ILM, але наші конвеєри унікальні, і іншим активам важко підключитися до них. Але в цьому випадку ми отримали їхні моделі, і нам довелося переробити простір текстур, тому що ми використовуємо карти текстур по-іншому». Вільямс сказав, що найскладнішою частиною було відтворення відбиваючих металевих поверхонь Залізної людини. У фільмі «Залізна людина 3» (2013) Кріс Таунсенд був керівником візуальних ефектів. У фільмі було представлено понад 2000 знімків візуальних ефектів і над ним працювали 17 студій: Weta Digital, Digital Domain, Scanline VFX, Trixter, Framestore, Luma Pictures, Fuel VFX, Cantina Creative, Cinesite, The Embassy Visual Effects, Lola, Capital T, Пролог і Rise FX. Digital Domain, Scanline VFX і Trixter працювали над окремими знімками з бронею Марк XLII, працюючи з різними цифровими моделями. Студії поділилися деякими своїми файлами, щоб забезпечити узгодженість між кадрами. Для броні Марк XLII і Iron Patriot Legacy Effects створили часткові костюми, які носили на знімальному майданчику. Таунсенд пояснив, що «Ми завжди знімали м’який костюм з Робертом [Дауні-молодшим], а потім також ставили маркери на його штани. Він також носив підйомники в черевиках або був у ящику, щоб він мав правильний зріст – Залізна людина має 6 футів 5». У Digital Domain була невелика команда в Marvel, де художній відділ Marvel створював плоскі концепт-арти, включаючи види спереду та ззаду. Потім команда Digital Domain створила повні 3D-версії 14 костюмів з цих ілюстрацій, а потім передала ці ресурси Marvel і Weta Digital для використання у своїх знімках. Однією з проблем реалізації костюмів у 3D була переробка дизайну, щоб забезпечити, щоб костюми мали правильні фізичні аспекти, щоб дозволити їм відображати реалістичний рух. Функції головного дисплея шолома були натхненні методами візуалізації з розпізнавання діагностичних малюнків МРТ і теорії графів, зокрема коннектограмою, круговою діаграмою, яка відображає всі зв’язки білої речовини в людському мозку.
Концепт-арт, випущений у березні 2014 року для фільму «Месники: Ера Альтрона» (2015), показав включення броні, схожої на «Галкбастера». Для «Месників: Війна нескінченности» (2018) постачальник візуальних ефектів Framestore створив костюм Iron Man's Марк 50, заснований на броні Bleeding Edge з коміксів, який складається з окремих наноботів, які рухаються навколо тіла, формуючи костюм, розроблявся разом із Marvel Studios близько двох років.

## Список броней

### Основна броня
| Назва      | Введено                             | Примітки |
| ---------- | ----------------------------------- | --- |
| Марк I     | Залізна людина                      | Створений Тоні Старком і Го Їнсеном, костюм залишає спину і коліна вразливими. Він мав вогнемети та ракетну установку, і був здатний здійснити один короткий політ перед тим, як розбитися. Ця броня знищена під час нападу на будинок Старка в «Залізній людині 3». |
| Марк II    | Залізна людина                      | Ця броня покращує льотні можливості, додає проєкционний дисплей і репульсори, а також має вбудований дуговий реактор. Однак при польоті на занадто великій висоті у костюма виникають проблеми з обмерзанням. Костюм потребує спеціального конструкційного/демонтажного пристрою, щоб залізти та вийти з броні. Ця броня знищена під час нападу на будинок Старка в «Залізній людині 3». |
| Марк III   | Залізна людина                      | Марк III вирішує проблему замерзання, змінюючи костюм на золото-титановий сплав. Він також додає ракети, встановлені на зап'ясті, пускові ракети та кулемети, встановлені на плечі. Це перша броня, яка має класичну червоно-золоту колірну гамму. Ця броня знищена під час нападу на будинок Старка в «Залізній людині 3». |
| Марк IV    | Залізна людина 2                    | Про Mark IV відомо небагато, оскільки його коротко видно, коли Старк виходить на Stark Expo 2010. Однак у нього є шолом, який знімається вручну.. Ця броня знищена під час нападу на будинок Старка в «Залізній людині 3». |
| Марк V     | Залізна людина 2                    | Марк V — це дорожній портативний костюм, також відомий як «костюм валізи», який збирається навколо тіла Старка. Про броню відомо небагато, наприклад, чи вона має льотні можливості. Броня набуває червоно-сріблястої колірної гами, схожу на броню Срібного центуріону з коміксів. Ця броня знищена під час нападу на будинок Старка в «Залізній людині 3». |
| Марк VI    | Залізна людина 2                    | Ця броня змінює отвір дугового реактора на трикутну форму замість традиційної круглої. Броня також модернізує свою артилерію, включаючи гранатомет в одній руці, ракетний пусковий комплекс у плечі та суперлазери для нарізки металу в обох руках (хоча це можна використовувати лише один раз). Колірна гамма знову класичний червоно-золотий. Старк використовує цю броню для більшої частини Месників, перш ніж перейти на Марк VII після того, як Марк VI зазнає пошкоджень. Ця броня знищена під час нападу на будинок Старка в «Залізній людині 3».                 |
| Марк VII   | Месники                             | The suit is able to assemble around Stark via bracelets worn by him, and brings back the circular arc reactor hole. The suit is not designed for deep space travel. Ця броня знищена під час нападу на будинок Старка в «Залізній людині 3». |
| Марк XLII  | Залізна людина 3                    | Цей чіпкий костюм можна викликати дистанційно, керуючи кожною окремою частиною броні, через найсучасніші мікросхеми в тілі Старка, і має зворотну колірну схему до інших основних обладунків, із золотом як переважаючим кольором. Старк може керувати костюмом зовні з віддаленого місця. Ця броня знищена в кінці «Залізної людини 3». |
| Марк XLIII | Месники: Ера Альтрона               | Цей костюм ідентичний Марку XLII, але має зворотну червоно-золоту колірну гамму. Марк XLIII має режим безпілотного сторожа, який дозволяє Старку вийти з скафандра і залишитися захищеним. Його також можна доповнити модульним доповненням Марк XLIV «Вероніка», щоб взяти на себе Галка. |
| Марк XLV   | Месники: Ера Альтрона               | Маючи переважно червону колірну схему та шестикутний дуговий реактор, Старк носить цей костюм під час останнього протистояння Месників з Альтроном у Соковії. |
| Марк XLVI  | Капітан Америка: Громадянська війна | Візуально схожий на Марк XLV з дуговим реактором у формі п'ятикутник. Шолом висувний і може складатися в задню частину костюма. У костюмі використовується гібридна нанотехнологія, і він є даниною пам’яті персонажа Bleeding Edge з коміксів. |
| Марк XLVII | Людина-павук: Повернення додому     | Переважно срібляста кольорова гама з головою, грудьми та кінцівками також із золотим і червоним кольором. Візуально броня схожа на ту, яку носить Ultimate Iron Man в коміксах. Як і Марк XLII, Старк може дистанційно керувати бронею. |
| Марк L     | Месники: Війна нескінченности       | Відома як броня Bleeding Edge, вона має ракетні двигуни, які дозволяють Старку подорожувати в глибокий космос. Костюм має здатність формуватися навколо Старка з його дугового реактора за допомогою нанотехнології, яка може відновлюватися сама, якщо вона зазнає пошкодження.. Візуально ця броня заснована на броні Model Prime з коміксів. Число Марк стилізовано як десяткове (50) та римське число (L). Шолом ненадовго можна побачити в «Месниках: Завершення», коли Старк використовує його, щоб записати прощальне повідомлення, перебуваючи в пастці в космосі. |
| Марк LXXXV | Месники: Завершення                 | Цей обладунок схожий на Марк L, із золотими верхніми рукавами, щитками для плечей і трохи більш громіздким дизайном. Він зберігає нанотехнологію від Марка L і має здатність утворювати Рукавицю Вічности. |

### Залізний Легіон
Ці обладунки були створені Старком до початку «Залізної людини 3», де вони були представлені, щоб допомогти в різних типах ситуацій, з якими він може зіткнутися. Вперше вони згадуються як «Залізний легіон» у Iron Man 3 Prelude #2 (квітень 2013 року). Перший Залізний Легіон — це набір спеціалізованої броні, створеної для різних ситуацій, з якими він може зіткнутися. Створений через безсоння, він зрештою знищує їх через тертя, яке вони викликають між ним і Пеппер Паттс. Другий Залізний Легіон — це набір дронів, створених Тоні Старком, щоб допомогти Месникам. Однак після створення ШІ Альтрона він будує собі тіло зі знищеного дрона і бере під контроль решту.
Він з'явився у фільмі «Залізна людина 3».
| Назва        | Прізвисько     | Примітки |
| ------------ | -------------- | --- |
| Марк VIII    |                | [ 7 ] |
| Марк IX      |                | [ 7 ] |
| Марк X       |                | [ 7 ] |
| Марк XI      |                | [ 7 ] |
| Марк XII     |                | [ 7 ] |
| Марк XIII    |                | [ 7 ] |
| Марк XIV     |                | [ 7 ] |
| Марк XV      | Підступник     | Костюм-невидимка, який практично невидимий для ворожих систем раннього попередження. Хромове покриття на броні може темніти або світлішати відповідно до навколишнього середовища.                                                                           |
| Марк XVI     | Нічний клуб    | Чорний стелс-костюм, схожий на броню Марка XV. Однак він не має всієї зброї і призначений для стелс-місій. |
| Марк XVII    | Серцебійник    | Костюм з репульсорним передавачем артилерійського рівня (RT), який має велику грудну клітку RT, яка може стріляти потужними вибухами та вузькими або широкими променями. Він також може створювати репульсорний щит для захисту.                             |
| Марк XVIII   | Казанова       | Костюм RT рівня стелс артилерії. |
| Марк XIX     | Тигр           | Високошвидкісний прототип костюма. |
| Марк XX      | Пітон          | Костюм на далеку дистанцію. |
| Марк XXI     | Мідас          | Висотний костюм. |
| Марк XXII    | Гот-род        | Прототип Бойової машини 2.0. |
| Марк XXIII   | Тінь           | Костюм для екстремальних температур. |
| Марк XXIV    | Танк           | Важкий бойовий костюм. |
| Марк XXV     | Нападник       | Важкий будівельний костюм, який був розроблений для допомоги в будівництві. Його потужні рукоятки, схожі на відбійні молотки, можуть подрібнювати бетон і витримувати високі температури та електричні стрибки. Цей костюм також відомий як «Тампер».        |
| Марк XXVI    | Гамма          | Оновлення важкого будівельного костюма. |
| Марк XXVII   | Диско          | Костюм хамелеон. |
| Марк XXVIII  | Джек           | Костюм радіаційної зони. |
| Марк XXIX    | Скрипаль       | Спритний будівельний костюм. |
| Марк XXX     | Синя сталь     | Оновлення костюма «Срібний сотник». |
| Марк XXXI    | Поршень        | Високошвидкісний костюм сотника. |
| Марк XXXII   | Ромео          | Посилений костюм RT. |
| Марк XXXIII  | Срібний сотник | Посилений енергетичний костюм, який має невелике захисне силове поле, що дозволяє йому притягувати або відштовхувати об’єкти за допомогою магнітної полярності. Костюм здатний стріляти з імпульсних гармат, інтенсивність яких зростає в міру їхнього руху. |
| Марк XXXIV   | Лівша          | Прототип аварійного рятувального костюма. |
| Марк XXXV    | Червоний окунь | Рятувальний костюм, який був розроблений для виживання в небезпечних місцях і має висувні руки та кігті, що робить його ідеальним для порятунку при катастрофі.                                                                                              |
| Марк XXXVI   | Миротворець    | Костюм для боротьби з масовими заворушеннями. |
| Марк XXXVII  | Головка молота | Глибоководний костюм, який був розроблений для подорожей до найглибших частин океану, де він може витримувати екстремальний тиск, і має потужні робочі вогні, які забезпечують видимість у каламутній воді..                                                 |
| Марк XXXVIII | Іґор           | Важкий костюм, призначений не для бою, а для підняття і перенесення важких предметів. |
| Марк XXXIX   | Близнюки       | Суборбітальний костюм, розроблений для потойбічних подорожей і має вбудований знімний прискорювальний рюкзак і маневрені двигуни невагомості. Цей костюм відомий як "Starboost" в офіційній грі Iron Man 3.                                                  |
| Марк XL      | Дробовик       | Гіпершвидкісний костюм, який був розроблений для гіперзвукової швидкості і може рухатися понад 5 Махів. |
| Марк XLI     | Кістки         | Костюм-скелет, який є чорно-золотим, полегшеною версією повного костюма Залізної людини, з акцентом на швидкість та маневреність. |

### Броня Галкбастер

Рекламне зображення Марка XLVIII — Галкбастер 2.0 Брюса Беннера

| Ім'я        | Введено                       | Примітки |
| ----------- | ----------------------------- | --- |
| Марк XLIV   | Месники: Ера Альтрона         | Модульне доповнення, відоме як броня Галкбастер, була розроблена Тоні Старком та Брюсом Беннером після того, як вони вивчили фізичні дії та рівні сили Галка, намагаючись знайти спосіб стримати його та мінімізувати шкоду, завдану його лютуванням. Його кодове ім'я — «Вероніка», посилання на Archie Comics. Беннер пов'язаний з Бетті Росс, тому режисер «Месники: Ера Альтрона» Джосс Відон вибрав двох жінок, які сперечаються про прихильність Арчі Ендрюса — "протилежністю Бетті є Вероніка".    |
| Марк XLVIII | Месники: Війна нескінченності | Оновлення модульного доповнення Марк XLIV, відомого як Галкбастер 2.0, має витончений, менш блокований дизайн з додаванням сріблястого кольору в колірній гамі. На відміну від оригінального Галкбастера, його, очевидно, можна використовувати окремо, не «носячи» поверх іншої броні, при цьому Баннер використовує Галкбастера під час битви за Ваканду проти сил Таноса, коли він виявляє, що не може перетворитися на Галка. Банер також коротко використовує його на початку «Месників: Завершення». |

### Пов'язані броні

#### Броня Бойової машини

Рекламне зображення Марка VI — Бойової машини

| Ім'я                                     | Введено                             | Примітки |
| ---------------------------------------- | ----------------------------------- | --- |
| Бойова машина Марк I                     | Залізна людина 2                    | Спочатку броня Iron Man Марк II, цей костюм конфісковано Джеймсом Роудсом від імені уряду США та доповнено Джастіном Хаммером, який додає кулемети на зап’ястях, мініган на правому плечі та гранатомет на лівому. Броня все ще зберігає репульсори в грудях і руках. У Iron Man 3 Prelude Старк забирає броню Марк II у Родоса і видаляє всі модифікації, внесені до неї Хаммером.                                                           |
| Бойова машина Марк II / Залізний патріот | Залізна людина 3                    | Друга броня бойової машини, подарована Родосу Старком, має нагрудну пластину прямокутної форми, яка захищає дуговий реактор. У «Залізній людині 3» президент попросив Родса взяти прізвисько «Залізний патріот» і додати червону, білу та синю кольорову схему, щоб використовувати її як символ уряду «Американський герой» у відповідь на події в Месники. Броня повертається до сіро-сріблястої колірної схеми в «Месниках: Ера Альтрона». |
| Бойова машина Марк III                   | Капітан Америка: Громадянська війна | Броня, яку носили під час Громадянської війни, схожа на інші. Його пошкоджуєвогонь, коли Роудса вражає промінь Каменя Розуму, випущений Віженом, який відключає здатність скафандру, і Родос падає на землю, паралізуючи його від пояса від удару. |
| Бойова машина Марк IV                    | Месники: Війна нескінченності       | Ця версія броні включає в себе «екзоскелет», який носять на його ногах і нижній частині спини, коли Родос не носить повну броню, що дозволяє йому ходити, незважаючи на травми хребта, отримані під час громадянської війни. |
| Бойова машина Марк VI                    | Месники: Завершення                 | [ 32 ] |
| Бойова машина Марк VII                   | Месники: Завершення                 | Відомий як броня Cosmic Iron Patriot, вона має червону, білу та синю колірну схему, схожу на броню Iron Patriot. Він більш громіздкий, ніж броня колишніх військових машин і була побудована за інопланетними технологіями. Броня має дві плечові гармати, вежі та ракетні установки з додатковим озброєнням на передпліччях. |

#### Броні, які не належать до Залізної людини

Рекламне зображення Марка XLIX — Рятівниці

| Ім'я                 | Введено                         | Примітки |
| -------------------- | ------------------------------- | --- |
| Торговець залізом    | Залізна людина                  | Костюм, створений Обадією Стейном, на основі дизайну, використаного Старком для створення броні Марк I. |
| Залізний павук       | Людина-павук: Повернення додому | Нанотехнологічна броня, подарована Пітеру Паркеру. Ця броня має вдосконалені павутинні стрілялки, парашут, системи життєзабезпечення та чотири роботизовані павукові ноги, що виходять із спини.                                                                                                |
| Марк XLIX/ Рятівниця | Месники: Завершення             | Синьо-золотий обладунок, розроблений Старком для Паттс. |
| Трощівник Гідри      | А що як...?                     | Представлений у першому епізоді, Трощівник Гідри — це броня, виготовлена Говардом Старком, і керована Стівом Роджерсом, який не володіє суперсилою, під час Другої світової війни. Він має схожий дизайн з Iron Man Марк I, але має енергетичний відштовхувач. Уся броня працює від Тессеракта. |

#### Кампус Месників
Кампус Месників буде мати ексклюзивну броню Залізної людини для Disney Parks, відому як Марк 80.